# Kumagai Naozane

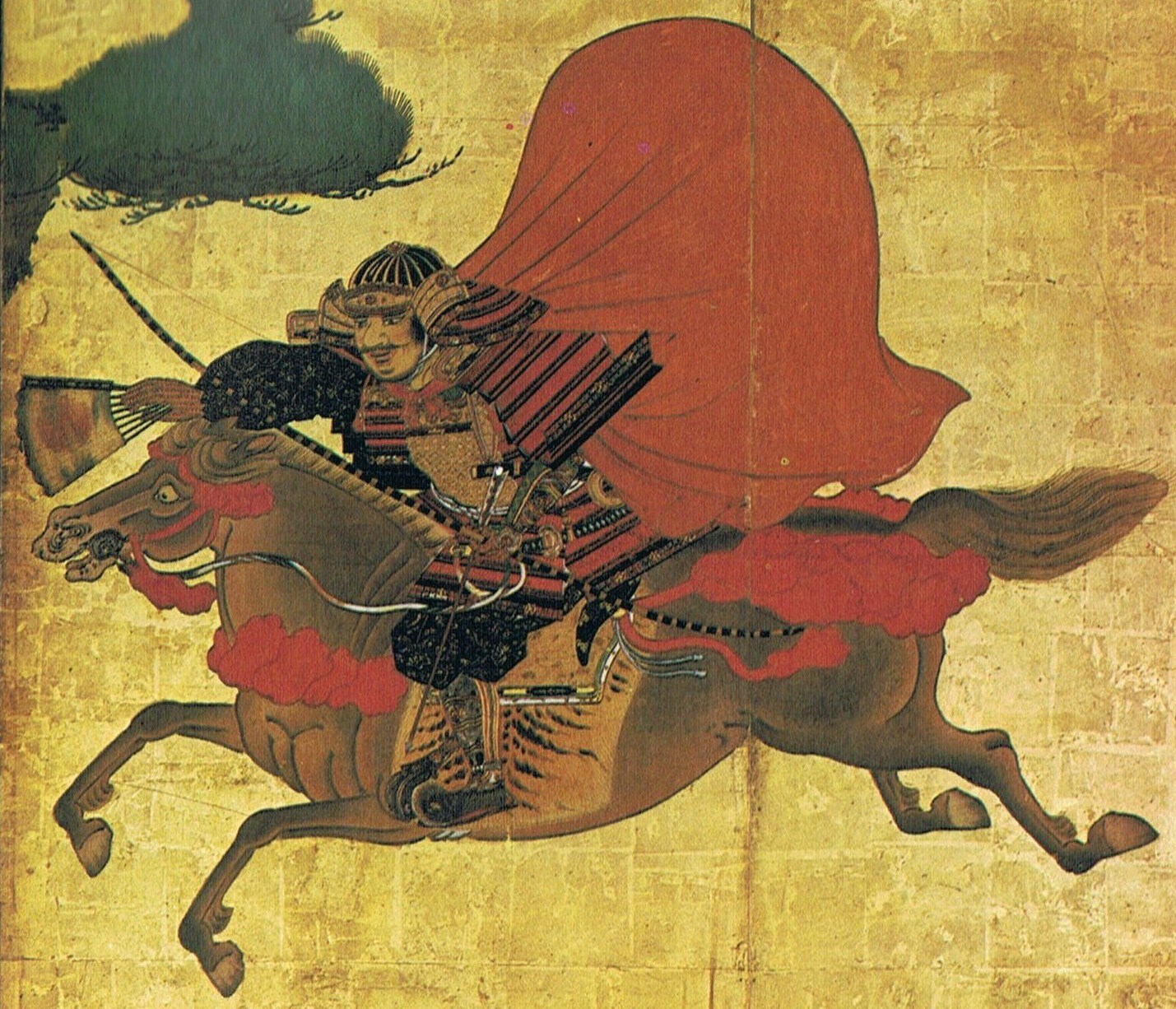
Kumagai kämpft bei Ichi-no-Tani

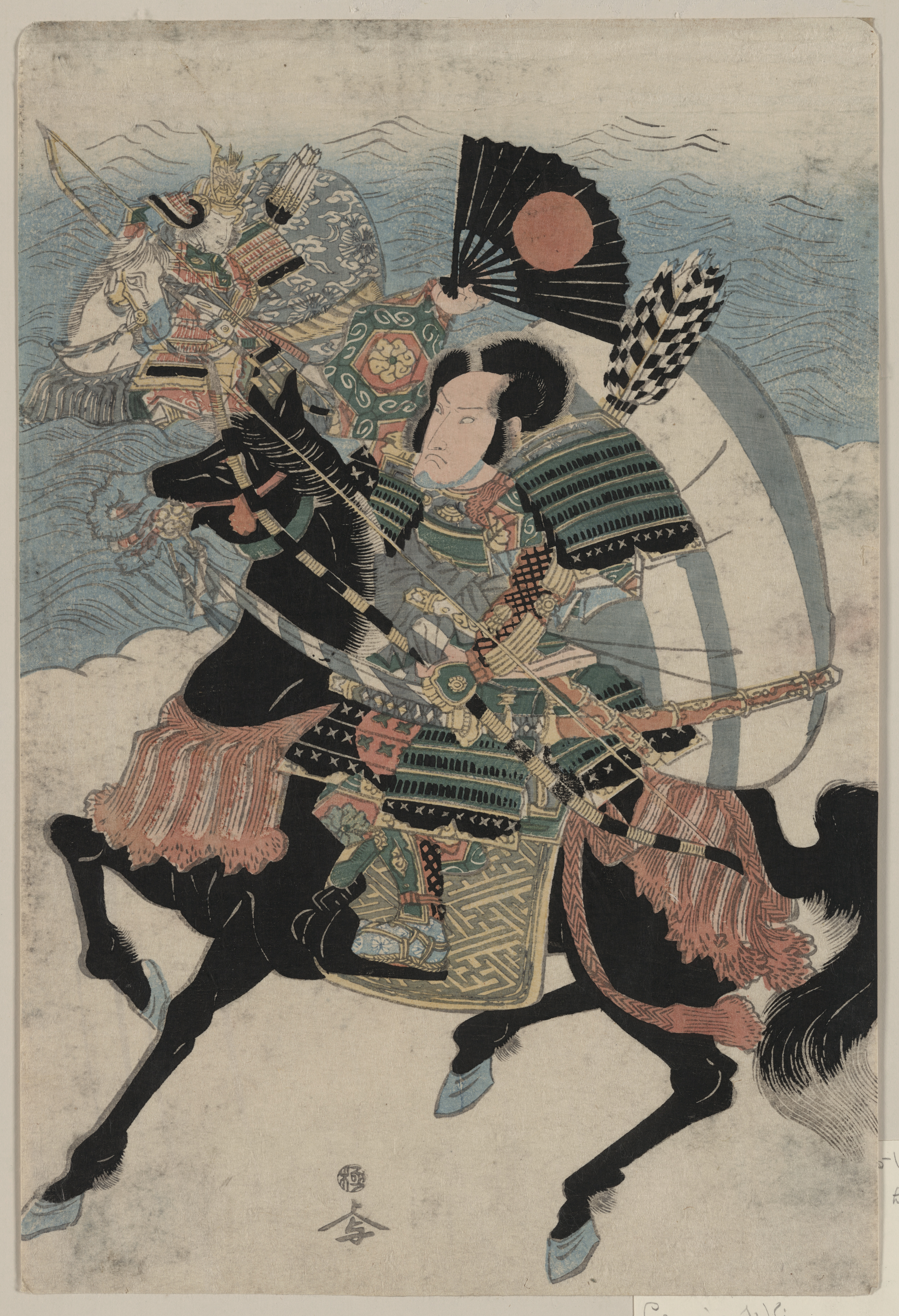
Kumagai kämpft mit Taira no Atsumari

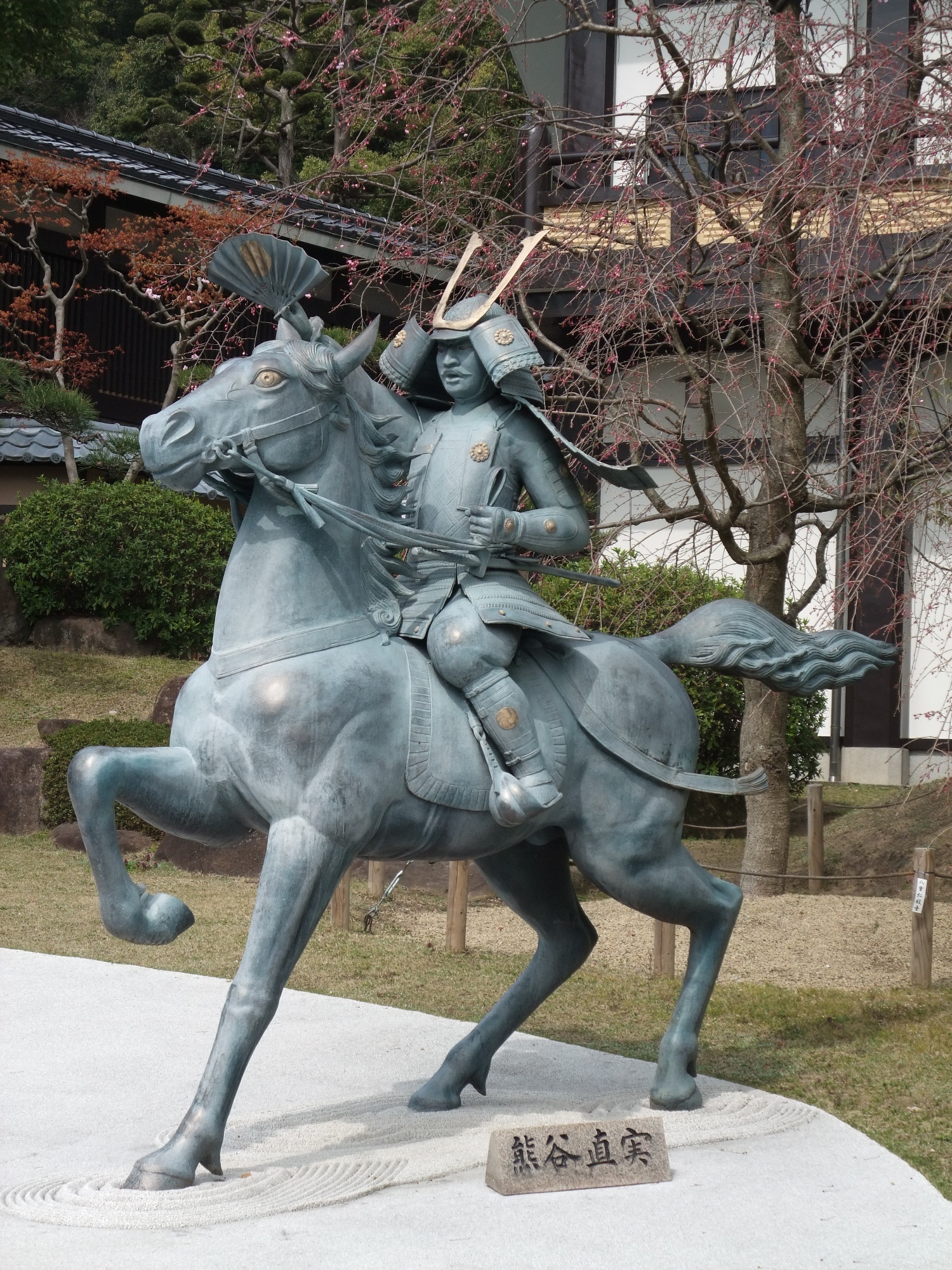
Kumagai-Reiterstatue

Kumagai Naozane (japanisch 熊谷 直実; geboren 24. März 1141; gestorben 27. September 1207 in Kyōto) war ein japanischer Militärkommandeur von der späten Heian- bis zur frühen Kamakura-Zeit.

## Leben und Wirken
Kumagai Naozane war der zweite Sohn von Kumagai Naosada (熊谷 直貞). Seine Mutter war die jüngere Schwester von Kugegon-no-kami Naomitsu (久下権守 直光), einem großen lokalen Herrscher in der Provinz Musashi. Ursprünglich ein Diener von Naomitsu, wirkte er als Naomitsus Stellvertreter in Kyōto und trat dann in den Dienst des Gouverneurs der Provinz Musashi, Taira no Tomomori. Naomitsu beschlagnahmte daher Kumagaya in der Provinz Musashi, das er Naosada und Naozane überlassen hatte. Von nun an strebte Naozane die Unabhängigkeit von Naomitsu an.
Im Jahr 1180 schloss sich Kumagai in der Schlacht von Ishibashiyama mit Oba Kagechika (大庭 景親; gestorben 1180) zusammen und griff Minamoto no Yoritomo an. Es gelang ihm, Satake Hideyoshi (佐竹 秀義) zu jagen und zu töten, und schließlich erhielt er von Yoritomo eine Zusicherung für seinen Besitz in Kumagaya. Danach spielte er eine aktive Rolle bei der Verfolgung des Taira-Klans. Er besiegte den jugendlichen Taira no Atsumori in der Schlacht von Ichi-no-Tani, was ein wichtiger Erfolg war. Danach wurde er Schüler von Hōnen, dem Patriarchen der Jōdo-Richtung des Buddhismus. 1192 wurde er dann selbst Priester und nahm den Namen „Renshō“ (蓮生) an.
In einem Vorfall, über den im romantisierenden Geschichtswerk Heike Monogatari berichtet wird, wollte Kumagai Taira no Atsumori am Leben lassen, war aber gezwungen, ihn zu töten, nachdem andere Minamoto-Krieger auftauchten. Das soll der Grund für seinen Wechsel zum Priestertum gewesen sein. Diese anrührende Geschichte, die sich so in Wirklichkeit nicht zugetragen haben muss, wurde Grundlage für das Nō-Theaterstück „Atsumori“ (15. Jahrhundert) und für das Bunraku- und Kabuki-Stück „Ichinotani futaba gunki“ (一谷嫩軍記), 1771.